# Hal Reid
Hal Reid född 14 april 1862 i Cedarville i Ohio, död 22 maj 1920 i New York, var en amerikansk skådespelare och regissör, far till skådespelaren Wallace Reid.

## Filmografi i urval
- 1919 - The Two Brides
- 1913 - The Deerslayer
- 1912 - Rip Van Winkle
- 1912 - Cardinal Wolsey
- 1910 - Becket
- 1910 - The Girl from Arizona